# Jirkov
Jirkov (německy Görkau) je město v Ústeckém kraji, v okrese Chomutov. Patří do chomutovské aglomerace a ve městě samotném žije přibližně 19 tisíc obyvatel.

## Název
Název města je odvozen z osobního jména Jurek (Jírek) ve významu Jírkův dvůr. V historických pramenech docházelo ke kolísání mezi názvy Jurkov a Borek (dnes místí část Červený Hrádek), který převládl v 15. a 16. století. Jméno se vyskytuje například ve tvarech: de Borku (1321), Jurkow (1352), in Jurkow (1363), in Gyrkow (1395), Jurkaw (1399), in Jerkaw (1403) nebo Jörkau, Görkau, Girkow a Jurkow (1787), Jírkow (1848) a Görkau nebo Jirkov (1854).

## Historie

### Počátky města
První písemná zmínka, kterou je možné spolehlivě spojit s Jirkovem pochází z roku 1352. Vesnice zde vznikla nejpozději ve druhé polovině třináctého století. Její počátky jsou spojeny pravděpodobně s rodem pánů ze Rvenic, kteří kolonizovali okolní krajinu. Patronátní právo ke kostelu svatého Jiljí měl v roce 1362 Odolen ze Rvenic. O dvacet let později patřily dvě třetiny Jirkova k Ervěnicím a třetina k panství hradu Nový Žeberk. Tuto třetinu roku 1382 (1383) prodal Ota z Bergova Těmovi z Koldic. Ti se dělili o jirkovské patronátní právo s Jindřichem z Ervěnic.

### Středověk
Na počátku patnáctého století byl poblíž Jirkova založen hrad Borek přejmenovaný během husitských válek na Červený hrádek. Jeho vlastníkem a snad i zakladatelem byl v roce 1415 Dětřich Kraa, kterému hrad se dvěma třetinami městečka Jirkov udělil jako léno král Václav IV. O dva roky později borecké panství koupil Václav z Moravěvsi a Kopist.

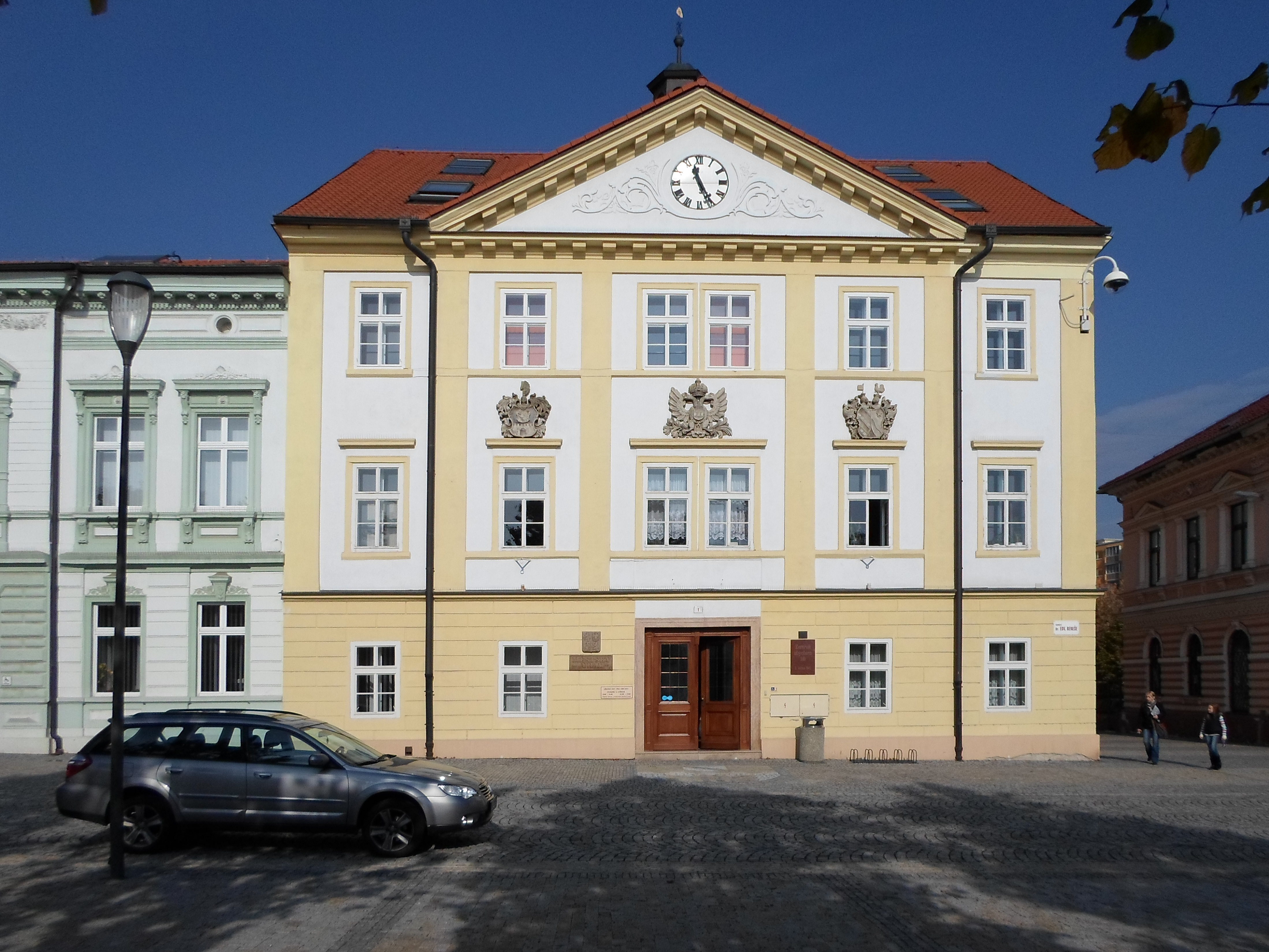
Radnice

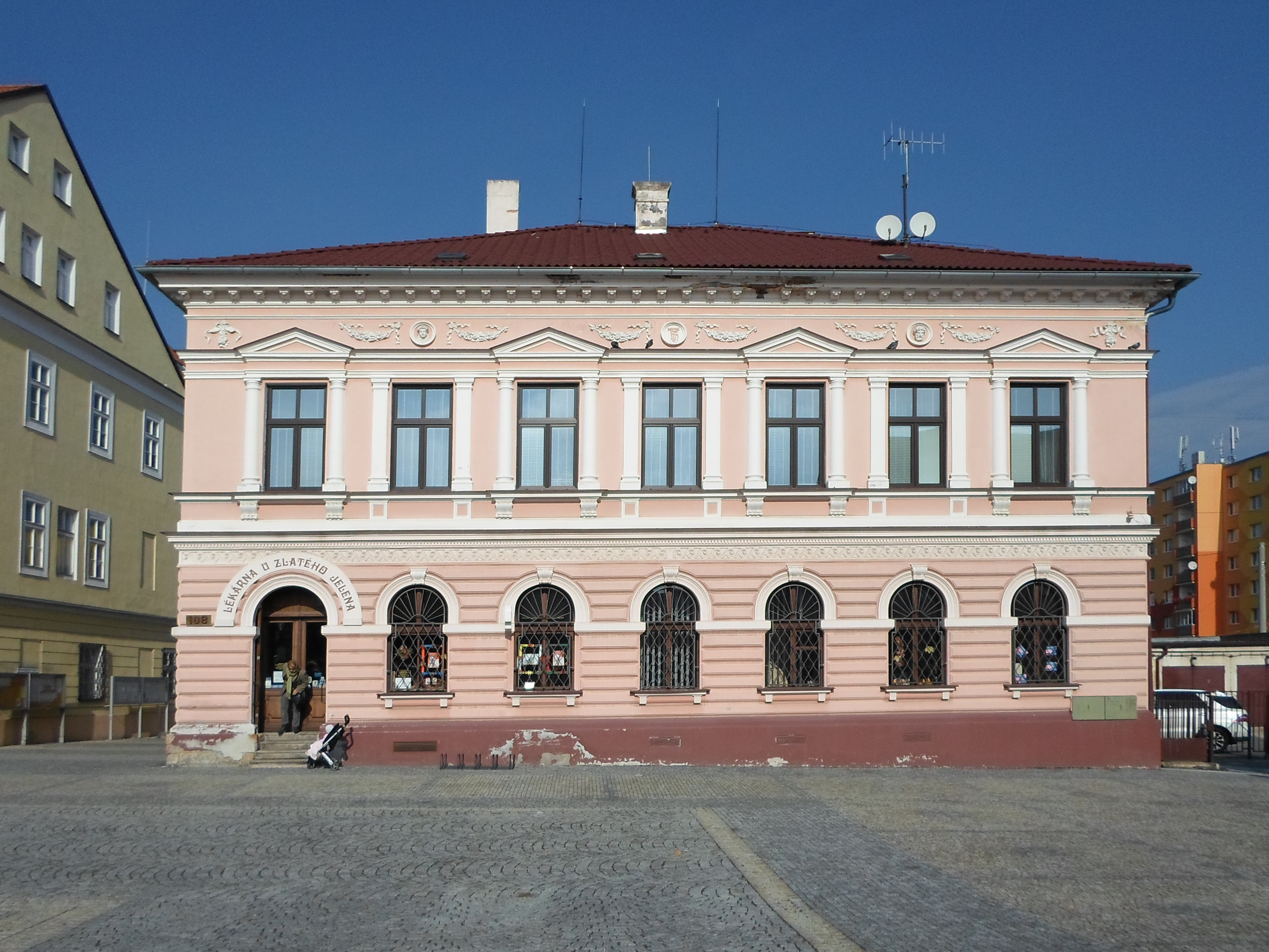
Lékárna U zlatého jelena, přestavěná do současné podoby roku 1883

Během husitských válek se majitelé Červeného hrádku často střídali. V roce 1431 jej sice koupil Půta z Ilburka, ale skutečně jej ovládl až jeho syn Vilém z Ilburka, který Jirkovu roku 1443 potvrdil stará práva, a navíc je rozšířil. Měšťané se směli volně odstěhovat, vykoupit z robotních povinností, ve vrchnostenském pivovaře vařit pivo a soudit v pozůstalostním řízení.
Dalším majitelem Jirkova se v roce 1449 stal Albrecht z Konipas, na jehož žádost král Ladislav Pohrobek městu povolil každou středu pořádat trh. Albrechtovi se podle potvrzení městských práv v roce 1462 zřejmě podařilo získat do vlastnictví celé město, pro které vydal rychtářský řád. Další práva město získalo roku 1480 od Lorence Glace ze Starého Dvora, který mu povolil vařit a prodávat pivo nejen v panském pivovaře. Král Vladislav Jagellonský v roce 1507 potvrdil všechna stará práva. Povolil také konat výroční osmidenní trh na svátek svatého Jiljí a vybudovat opevnění. Od té doby se do města vstupovalo jednou z pěti bran: Vinnou na západě, Zámeckou na severu, Vodní na severovýchodě, Pražskou na jihovýchodě a Chomutovskou na jihu. Existenci hrdelního práva v Jirkově dokládá záznam o popravě z roku 1571.

### Novověk

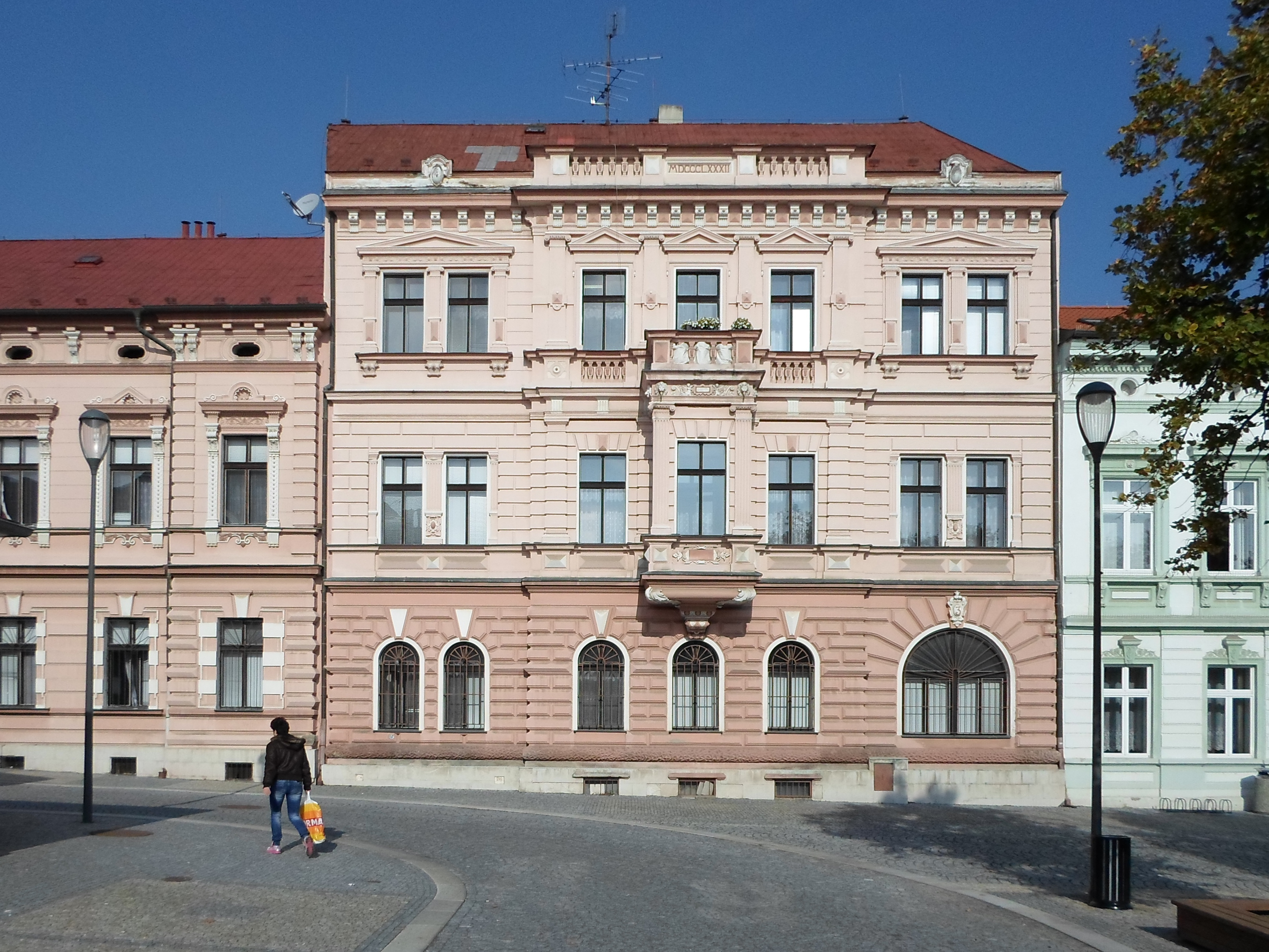
Budova pošty z roku 1882

Během Šmalkaldské války v letech 1546–1547 byl majitelem města Šebestián z Veitmile, který zastával funkci velitele zemské hotovosti císaře Ferdinanda I. Jirkov proto v dubnu 1547 dobylo saské vojsko generála Thumshirna, a město muselo zaplatit výpalné ve výši 1 500 zlatých. Šebestián brzy poté město dobyl zpět.
V roce 1534 je ve městě zmiňován první hamr, který později roku 1589 město koupilo od Štěpána Šlika. Kromě něj tu byl pravděpodobně druhý hamr a kamenečná huť, které vedly spory s mlynáři o vodu. V huti se zpracovával materiál z jirkovského dolu Kryštof otevřeného v roce 1554 z podnětu jáchymovského báňského hejtmana Kryštofa z Karlovic. Důl byl druhým největším českým nalezištěm po Čachovicích. Fungoval až do roku 1639 a pozdější snahy o jeho znovuotevření nebyly úspěšné. Haldy vyloužené odpadní horniny byly zarovnány při budování městského parku na začátku devatenáctého století.
Kryštof z Karlovic do města pozval nové obyvatele ze Saska a upravil práva vaření piva ve vrchnostenském a městském pivovaru a měšťané poté v letech 1557–1596 vyhloubili rozsáhlý systém kvasných sklepů. Ve městě založil také papírnu, která fungovala až do poloviny devatenáctého století. Druhou papírnu založili roku 1596 bratři Jiří mladší a Wolf Kryštof z Karlovic. I přes požár v roce 1639 existovala až do roku 1848.
Město v šestnáctém století díky těžbě a zpracování kamence a železa (bývala zde hřebíkárna) zbohatlo a rozrostlo se o předměstí zvaná Dolní Cech, Horní Cech a Bělidlo. Kryštof z Karlovic postupně rozprodával majetek a zbývající část panství nakonec prodal v roce 1576 svému nevlastnímu synovi Augustovi z Geršdorfu. Sám si ponechal jen kamencovou huť. August město vlastnil jen tři roky a od roku 1579 patřilo Lobkovicům.
Na počátku sedmnáctého století město koupilo kamencový důl s hutí od Maindla z Hirschenbergu, který byl nejprve jejím nuceným správcem, ale později k ní získal dědičná práva. O rok později, v roce 1611, však majetek zabavila královská komora, protože Maindl jako cizinec nesměl vlastnit a prodávat majetek zapsaný v zemských deskách. Město tak muselo celý provoz koupit znovu.

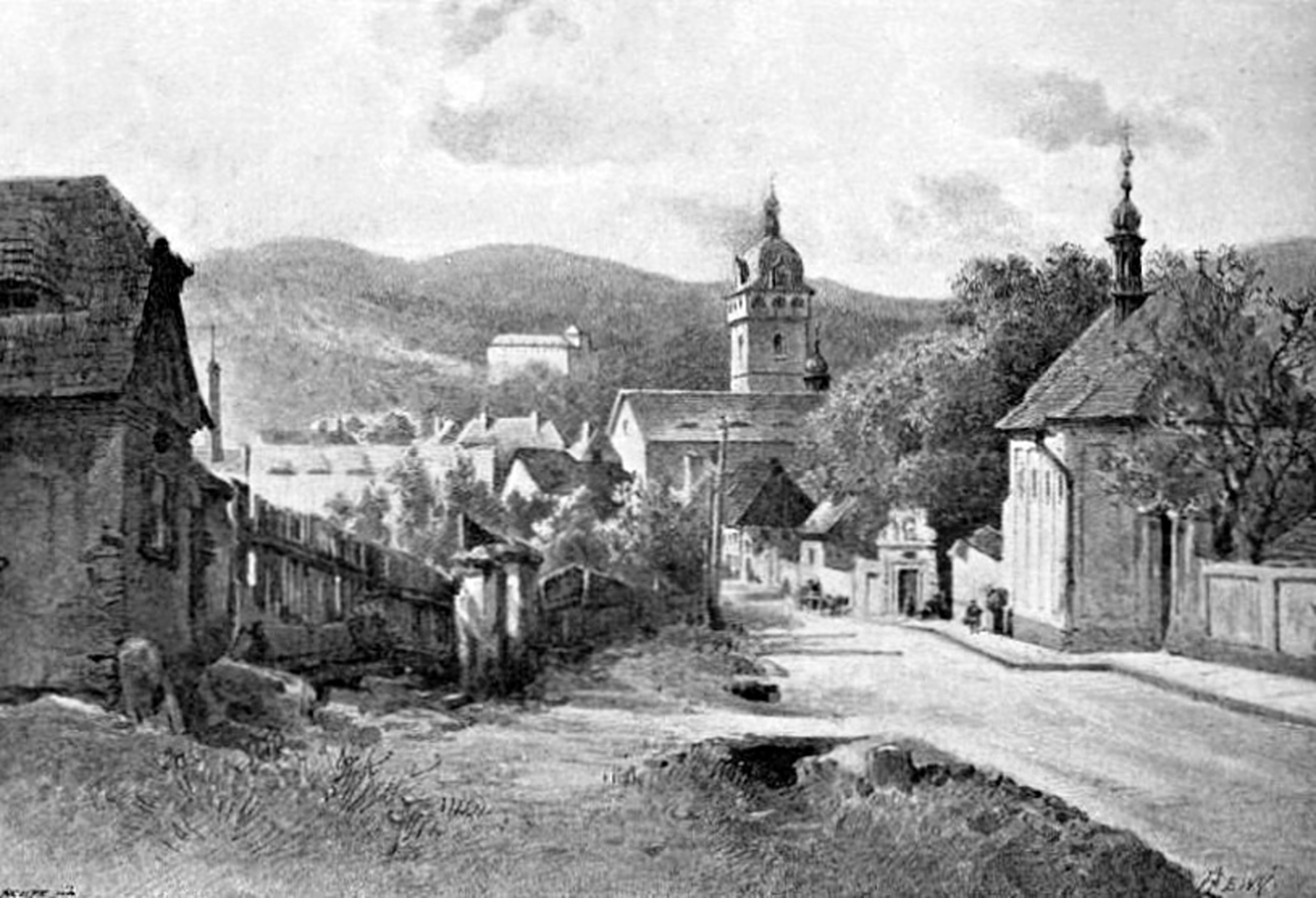
Jirkov s kostely sv. Jiljí a sv. Anny na obraze z roku 1895

Během šestnáctého století, až do roku 1591, ve městě převažovali protestanti. Když město získal Jiří Popel z Lobkovic, zahájil rekatolizaci a na faru dosadil katolického faráře. Náboženský tlak se zmenšil po Popelově mocenském pádu a konfiskaci majetku v roce 1594 a protestantství se ve městě udrželo až do roku 1626. V roce 1605 město koupil Adam Hrzán z Harasova, který vzápětí přestal respektovat jeho stará práva, a po měšťanech dokonce vyžadoval robotu. Město se s ním úspěšně soudilo, ale vysoké náklady se citelně podepsaly na stavu městské pokladny. Situaci ještě víc zhoršila třicetiletá válka, během které museli měšťané několikrát platit výpalné. Vojáci zničili městské vinice, upadlo zemědělství i městská řemesla. Podle berní ruly z roku 1654 v Jirkově žilo 139 měšťanů, dva chalupníci na předměstí a třináct poddaných bez pozemků. Kamencová huť stále fungovala, i když její provoz byl ztrátový. Významným zdrojem příjmů bylo vaření piva ve čtyřech obecních pivovarech, jejichž pivo se vyváželo do i do Prahy. Císař Leopold I. městu umožnil pořádat výroční trh o svátku svatých Šimona a Judy. Provoz dolu a huti skomíral, až byl v roce 1693 zcela zastaven.
V roce 1708 na náměstí vypukl požár, který zničil polovinu města. Během osmnáctého století město přišlo o hrdelní právo. Podle tereziánského katastru provozovalo pivovar a šest mlýnů. Ve válkách o rakouské dědictví se v srpnu roku 1742 u města odehrála šarvátka mezi uherskými, bavorskými a francouzskými vojáky. Koncem sedmileté války v roce 1762 ve městě tři dny loupili pruští vojáci. Podobně město trpělo během války o bavorské dědictví.
Pokus o obnovení těžby kamence z roku 1760 zamítli úředníci jáchymovského horního úřadu jako neproveditelný. Hospodářská situace se začala zlepšovat až po roce 1771, kdy město koupil Jan Alexandr z Rottenhanu, který na svém panství podporoval rozvoj průmyslu. V tom pokračovali i jeho potomci.

### Devatenácté století

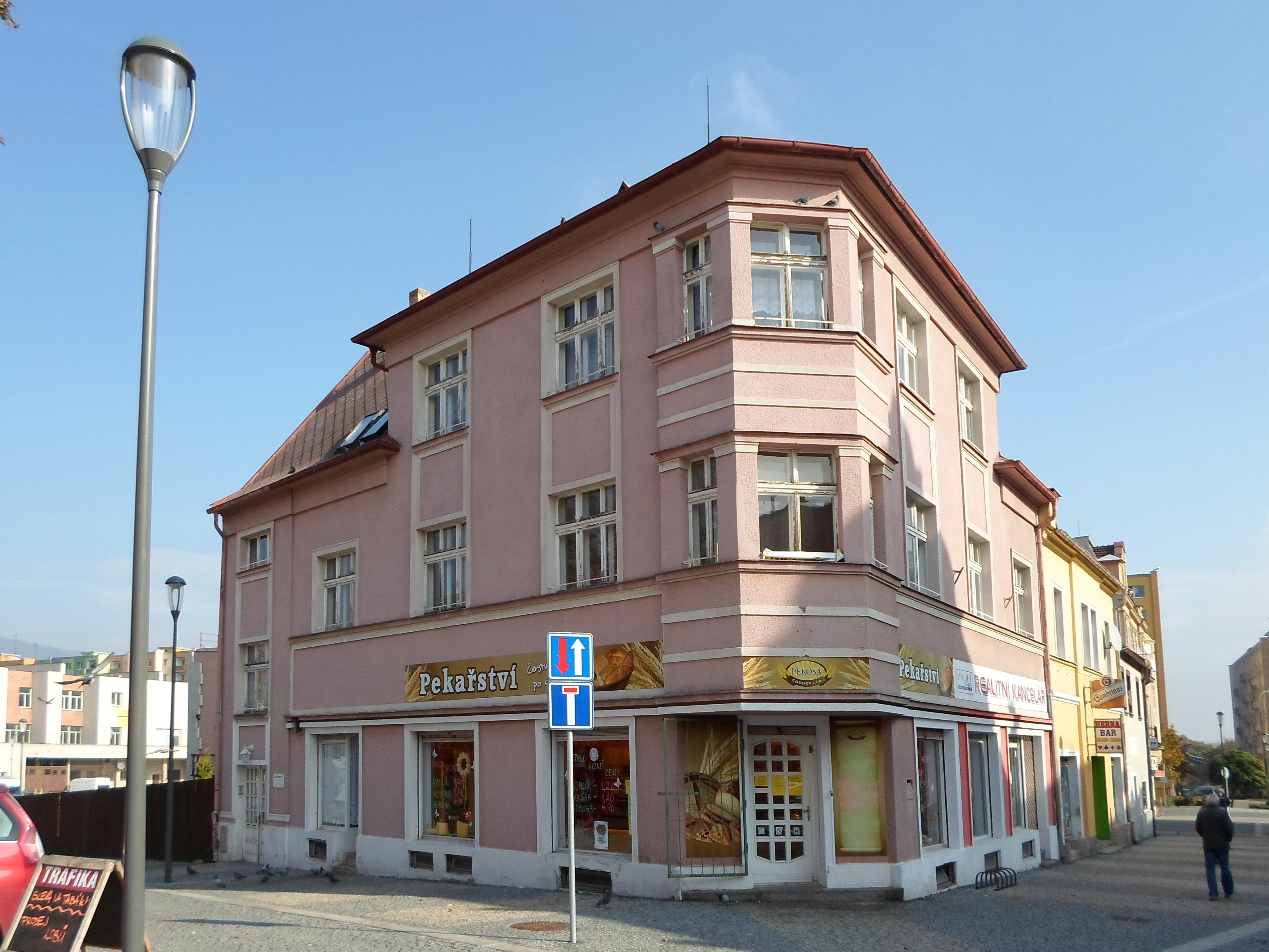
Dům na rohu ulic Kostelní a Nábřežní

Napoleonské války se města přímo nedotkly, ale před bitvou u Lipska se v okolí shromažďovaly rakouské, ruské a pruské armády, které spotřebovaly veškeré potraviny. V první polovině devatenáctého století se v Jirkově začal rozvíjet textilní průmysl. Spuštěno bylo několik velkých přádelen. Aby se mohlo město rozrůstat, byly v roce 1828 zbořeny hradby a později i brány. Ve čtyřicátých letech byly zbourány budovy dvou pivovarů z šestnáctého století, které roku 1841 nahradil velký pivovar postavený v Horním Cechu. Jirkovské pivo v té době mívalo vynikající pověst.
V blízkosti města fungovalo přibližně od padesátých do sedmdesátých let devatenáctého století několik malých hnědouhelných dolů: František, František Josef, Čerstvé štěstí, Leopold a Marie. Celková produkce všech dolů se pohybovala okolo osmi tisíc tun uhlí ročně. Podniky měly malou finanční a odbytovou základnu, a proto byly uzavřeny v důsledku tehdejší hospodářské krize. U města také až do poloviny devatenáctého století vyvěral železitý pramen, který byl využíván k lázeňským koupelím.
Dopravní spojení zlepšilo otevření železniční trati provozované Duchcovsko-podmokelskou dráhou od roku 1872. Ke zlepšení kvality života přispělo vybudování kanalizace (1890) a vodovodu (1895–1896), který přiváděl vodu od Jindřišské.

### Novodobé dějiny
V roce 1911 bylo město elektrifikováno napojením na mosteckou rozvodnou síť. Na počátku dvacátého století ve městě docházelo k dělnickým nepokojům a protičeským štvanicím. Uklidnění do jisté míry přinesla první světová válka, která postihla všechny obyvatele. Do města přicházeli uprchlíci z Haliče, byla zde zřízena nemocnice, a v roce 1917 se rozšířila úplavice, na kterou zemřelo několik lidí. Přímo ve válce zahynulo 107 jirkovských mužů, 34 jich bylo pohřešováno a další desítky lidí zemřely ve městě v důsledku podvýživy a nemocí. Po vzniku Československa se Jirkov stal součástí německými poslanci vyhlášené provincie Německé Čechy, a československá správa město převzala s pomocí armády až koncem listopadu 1918.

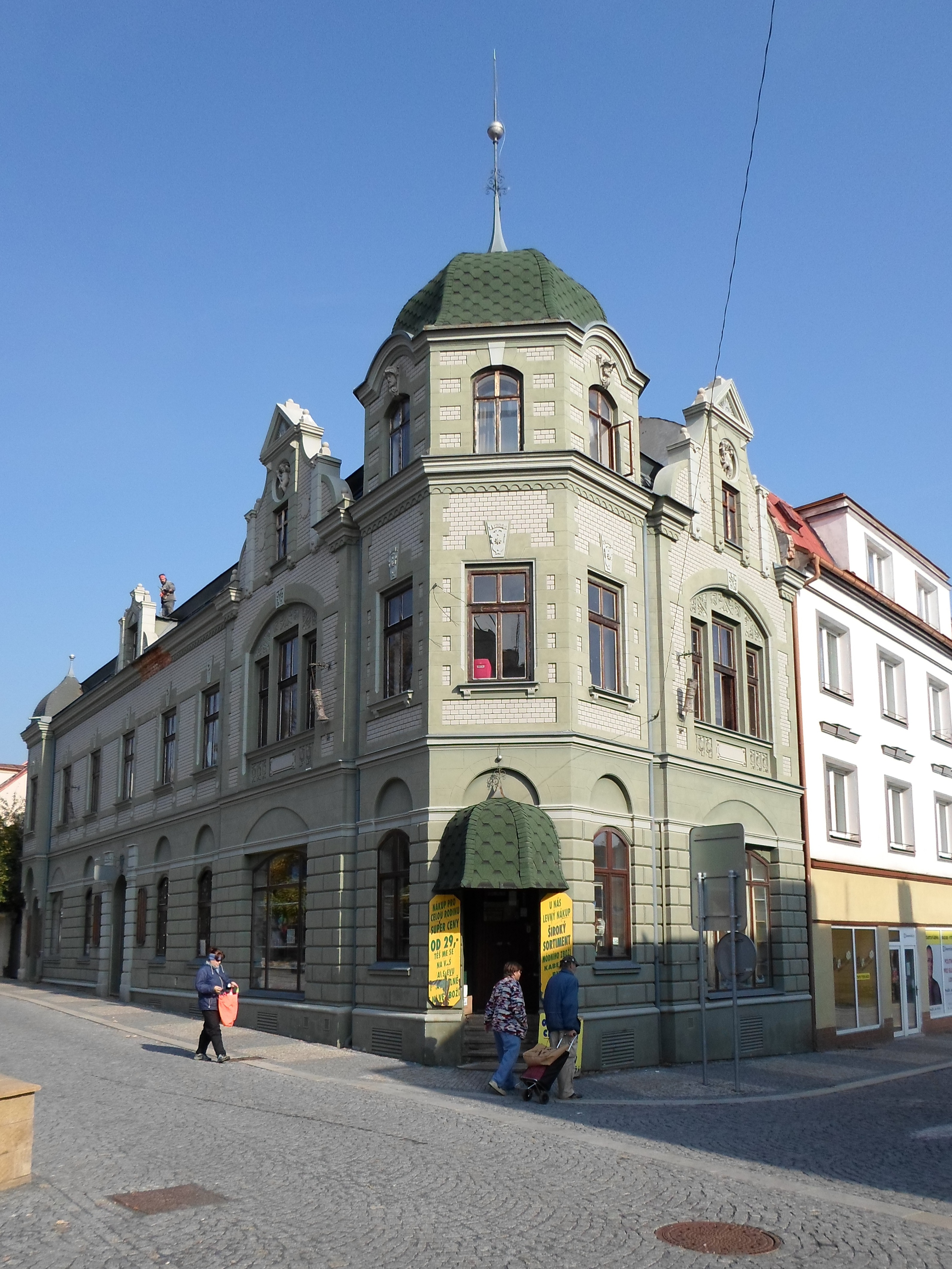
Dům z roku 1901 na rohu ulic Tyršovy a Příčné

Přes hospodářské nesnáze a nedostatek bytů se Jirkov rozrůstal. Problém s nedostatkem bydlení vyřešilo 200 nových domů postavených podle silnice k Březenci. Ve třicátých letech vznikly další obytné čtvrti na jižním okraji města a u silnice k Červenému Hrádku. Pro svůj poklidný život bylo město doporučováno k pobytům starším lidem. Ovoce z okolních sadů se vyváželo do zahraničí.
Ve třicátých letech dvacátého století klid postupně vymizel. Roku 1932 se ve městě v souvislosti s mosteckou stávkou konal tábor lidu, jehož účastníci se střetli s četníky. Následujícího roku začala uplatňovat svůj vliv Sudetoněmecká strana, a soužití Čechů s Němci se zhoršovalo. Po mnichovské dohodě ve městě zůstalo asi jen třicet Čechů. Během druhé světové války bylo ve městě internováno několik set zajatců z Nizozemska, Francie a Sovětského svazu, kteří pracovali ve zdejších továrnách. Kühnovu přádelnu využívala firma WSW k výrobě součástek do rádií a odposlouchávacích zařízení. V roce 1944 město postihlo několik bombardovacích náletů, které však způsobily jen malé škody. Rudá armáda Jirkov osvobodila 8. května 1945 odpoledne. Došlo při tom k malé přestřelce se členy Hitlerjugend. První neřízené vystěhovávání Němců začalo už v srpnu 1945, ale většina jich odešla prostřednictvím patnácti transportů až během následujícího roku.
Po válce došlo k velkým změnám v hospodářství. Roku 1950 vzniklo jednotné zemědělské družstvo, ale po deseti letech se sloučilo s družstvem v Březenci a později byl celý neúspěšný podnik začleněn do Státního statku Červený Hrádek. Zanikly firma Transporta a textilní továrna Korda. Hřebíkárna změnila zaměření na výrobu dřevěného zboží přemístěnou ze zaniklého Podhůří, přádelna BENAR začala místo bavlny zpracovávat umělé textilní vlákno. Pobočka chomutovského závodu Julia Fučíka v Telšském údolí začala od roku 1962 vyrábět brusný písek k čištění ocelových odlitků. Uvažovalo se o uzavření pivovaru, ale vzhledem k tomu, že měl vlastní sladovnu a vydatný zdroj vody, byl místo něj uzavřen pivovar v Chomutově. Jirkovský pivovar nakonec ukončil výrobu v roce 1976.
| Sídliště            | Rok 2011 |
| ------------------- | -------- |
| Jirkov-střed        | 3 567    |
| Nové Vinařice-sever | 3 696    |
| Nové Vinařice-jih   | 2 883    |
| Osada               | 1 229    |
| Pod Vinařicemi      | 1 520    |

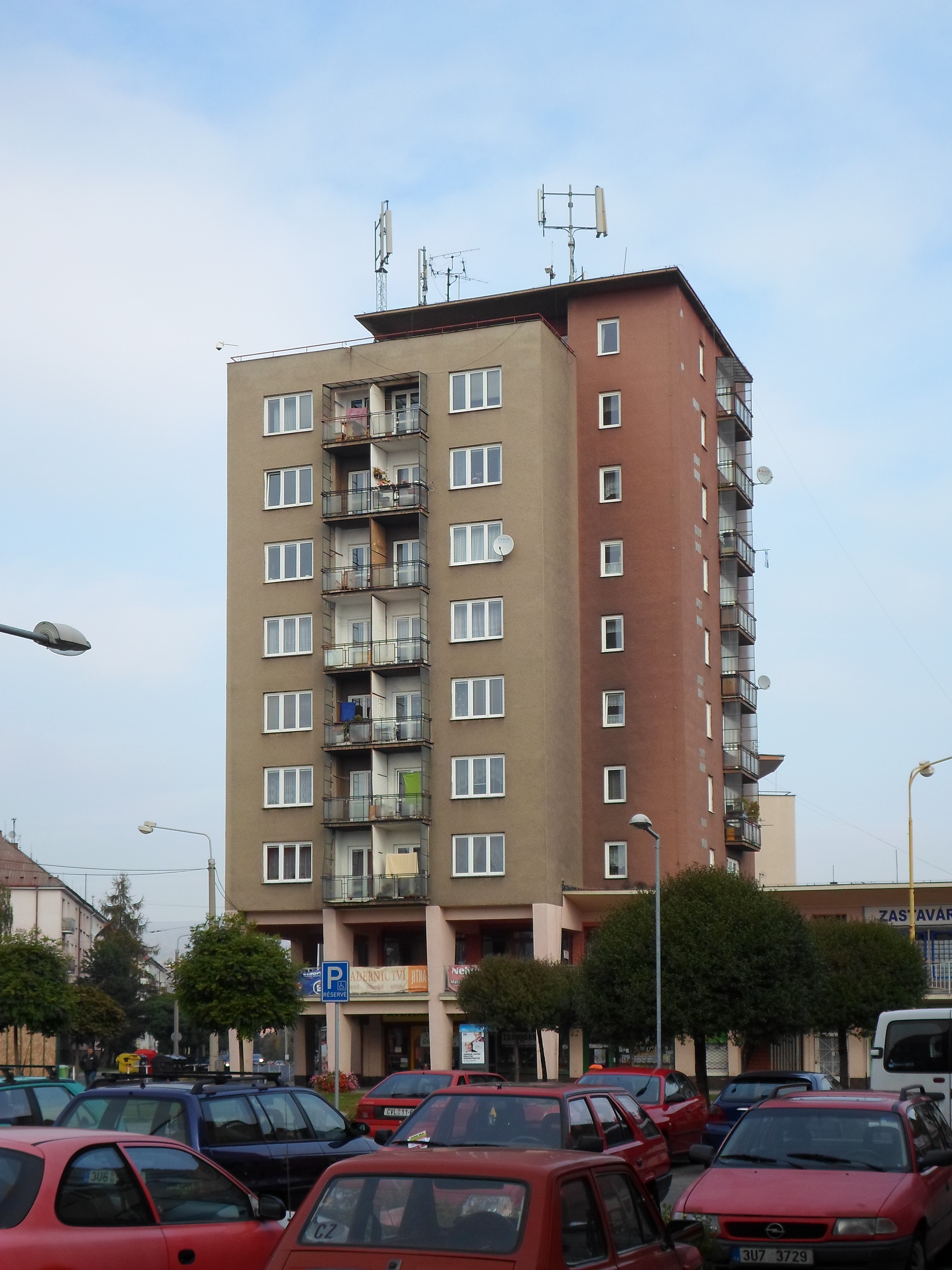
Výškový dům v Nových Ervěnicích

Ve dvacátém století se ve městě začala stavět nová sídliště. Prvním z nich byly Nové Ervěnice v padesátých letech, do kterých se nastěhovali lidé zejména za zaniklých Ervěnic. V sedmdesátých letech probíhala výstavba sídlišť panelových domů Jirkov-střed, Vinařická I, určené zaměstnancům podniku V. I. Lenina Komořany, a v roce 1986 bylo dokončeno sídliště Vinařická II pro lidi ze zrušených Kundratic a Dřínova.
V první polovině devadesátých let dvacátého století ve městě vzrostla nezaměstnanost až k osmnácti procentům. Bývalou firmu Vertex roku 1990 koupila Preciosa, která zde začala vyrábět skleněné napodobeniny drahokamů, ale roku 2013 byl provoz omezen a o dva roky později zcela uzavřen. Výroba v areálu Benaru skončila úplně a jen postupně ji nahrazovaly drobné firmy. Nedostatek pracovních příležitostí se po roce 1995 projevil na převaze levicových politických stran a velká část obyvatel proto začala dojíždět za prací do vzdálenějších míst. Přesto se město do roku 2000 výrazně proměnilo. Rozšířila se sídliště, proběhla rekonstrukce městského centra a s Chomutovem Jirkov spojila trolejbusová trať.

## Přírodní poměry
Město Jirkov leží ve výšce od 290  do 500 m n. m. na úpatí Krušných hor na jihozápadním okraji Mostecké pánve. Na jihozápadě těsně sousedí s městem Chomutov (6 km). Obě města mají společnou městskou hromadnou dopravu. Na jihu leží obec Otvice (2 km), na severovýchod od Jirkova je 3 km vzdálená obec Vysoká Pec. K městu náleží místní části Vinařice, Březenec, Červený Hrádek a Jindřišská. Směrem na východ (20 km) je město Most
Průměrná roční teplota se pohybuje od 8,5 °C v nížinné části do 4 °C v horské části. Průměrné roční srážky stoupají od 450 mm v nížinné části (důsledku srážkového stínu Krušných a Doupovských hor) až do 950 mm na hřebenu Krušných hor. Trvání souvislé sněhové pokrývky vzrůstá s nadmořskou výškou a činí 55–140 dní. V okrese Chomutov převládají západní a jihozápadní větry. Průměrné trvání slunečního svitu za rok vykazuje vyšší hodnoty na horách (cca 1700 hodin) než v údolních polohách (cca 1500 hodin). Městem protéká řeka Bílina, která pramení nad městem na úpatí Krušných hor.

## Obyvatelstvo
Podle sčítání 1921 zde žilo v 648 domech 5 830 obyvatel, z nichž bylo 3 039 žen. 195 obyvatel se hlásilo k československé národnosti, 5 498 k německé a tři k židovské. Žilo zde 5 567 římských katolíků, 168 evangelíků, dva příslušníci Církve československé husitské a 44 židů. Podle sčítání 1930 zde žilo v 713 domech 6 330 obyvatel. 338 obyvatel se hlásilo k československé národnosti a 5 853 k německé. Žilo zde 5 673 římských katolíků, 223 evangelíků, 20 příslušníků Církve československé husitské a 37 židů.
|                                                                                    | 1869  | 1880  | 1890  | 1900  | 1910  | 1921  | 1930  | 1950  | 1961  | 1970   | 1980   | 1991   | 2001   | 2011   | 2021   |
| ---------------------------------------------------------------------------------- | ----- | ----- | ----- | ----- | ----- | ----- | ----- | ----- | ----- | ------ | ------ | ------ | ------ | ------ | ------ |
| Obyvatelé                                                                          | 3 141 | 3 531 | 3 977 | 4 611 | 4 780 | 4 789 | 6 330 | 4 947 | 8 815 | 10 248 | 11 522 | 17 887 | 20 065 | 18 637 | 17 499 |
| Domy                                                                               | 299   | 325   | 342   | 391   | 417   | 439   | 713   | 797   | 1 160 | 1 055  | 1 185  | 1 328  | 1 283  | 1 414  | 1 463  |
| Data z roku 1961 zahrnují i domy z místních částí Březenec, Jindřišská a Vinařice. |       |       |       |       |       |       |       |       |       |        |        |        |        |        |        |

Věková struktura obyvatel obce Jirkov roku 2011
Rodinný stav obyvatel obce Jirkov roku 2011
Vzdělání obyvatel obce Jirkov roku 2011

### Židovská komunita
Židovské osídlení Jirkova se datuje od poloviny 16. století, ale bylo spíše málo početné – maxima dosáhlo v roce 1900, kdy ve městě žilo 76 židů. Místní židovská náboženská obec spadala od první poloviny 17. století až do roku 1893 pod židovskou obec v Chomutově. Jihovýchodně od centra města existoval od počátku 18. století židovský sídelní okrsek při ulici 5. května, kde se též nacházela jirkovská synagoga. Kromě budovy synagogy se dochovaly v přestavbách další dva židovské domy. Klasicistní stavba synagogy z let 1846 až 1847 nahradila starší modlitebnu ze 17. století. K náboženským účelům byla využívána do 30. let 20. století, od té doby sloužila jako skladiště a byla součástí sběrny odpadů. Nyní je bývalá synagoga nově opravena a nově by měla sloužit ke kulturním účelům.

## Městská správa a politika
Po zrušení patrimoniální správy ovládli chod města místní Němci. Město se tehdy stalo střediskem soudního okresu a v letech 1855–1868 smíšeného politicko-soudního okresu. Kromě samotného města k Jirkovu patří čtyři části obce: Březenec, Červený Hrádek, Jindřišská a Vinařice. Březenec k městu patřil už v letech 1868–1900 a později se stal částí obce v roce 1960, Červený Hrádek k němu patří od roku 1960, Jindřišská je částí města od roku 1868 (s výjimkou let 1935–1937), a Vinařice od roku 1868. V minulosti k městu patřily také vesnice Vrskmaň (1869–1890), Zaječice (1869–1921), Svahová (1869–1950) a zaniklé vesnice Kyjice (1869–1930) a Újezd (1869, 1900–1930).

### Zastupitelstvo a starosta

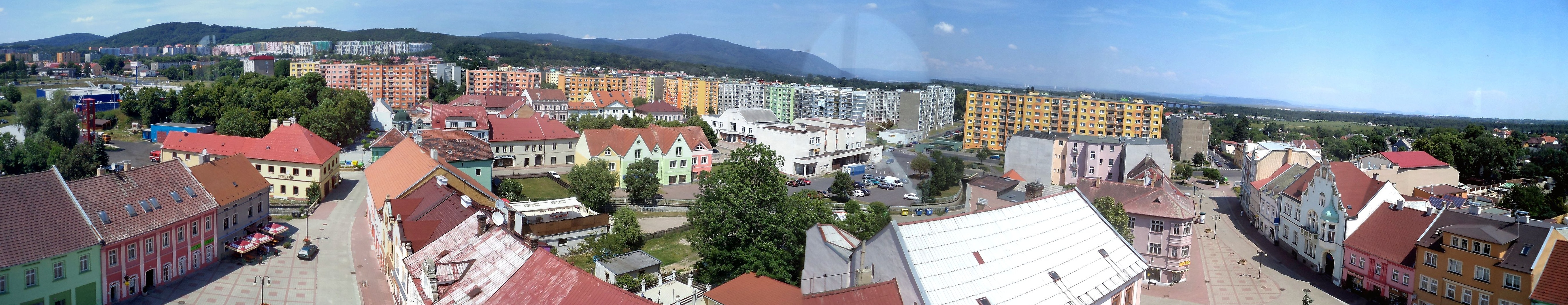
Panorama severovýchodní části města z městské věže, jaro 2011

Dne 22. května 1938 se konaly volby do obecních zastupitelstev. Z rozdělených 4138 hlasů v Jirově získaly 3634 hlasů Sudetoněmecká strana, 327 hlasů Německá sociální demokracie, 160 hlasů Komunistická strana Československa a 197 hlasů jiné české strany.
Od roku 1784 v čele města stáli purkmistři a po zrušení patrimoniální správy starostové, popř. předsedové národních výborů. Ve třicátých letech dvacátého století město spravovali vládní komisaři, protože obecní zastupitelstvo bylo rozpuštěno kvůli závažným nedostatkům v hospodaření. V čele města stáli:
- Franz Turnowsky (1796)
- Franz K. Betzwar (1811)
- Karel Trötzner (1835)
- Ignatz Ulm (1861)
- Daniel Vogel (1870)
- Ludwig Fiedler (1888)
- Konrad Kühne (1899)
- Adalbert Siebernaüer (1910)
- Wenzel Hein (1919)
- Hermann Kühne (1923)
- Karel Eifrig (1927)
- Franz Kreuzig (1930)
- Hermann Kühne (1930)
- Franz Theml (1931)
- Karel Sterzl (1931)
- Viktor Kostetzky (1933, komisař)
- Richard Schreiter (1935, komisař)
- Theodor Wagner (1937, komisař)
- Josef Trappschuh (1938)
- Adolf Trexler (1943)
- Hugo Černý (1945)
- Josef Wepper (1945)
- Václav Daneš (1945)
- František Andrt (1946)
- Miloslav Havelka (1948)
- Josef Dašek (1949)
- Josef Papoušek (1949)
- Rudolf Havel (1950)
- Josef Krása (1955)
- Rudolf Havel (1957)
- Jan Novák (1960)
- Jiří Němeček (1971)
- Věnek Ptáček (1981)
- Filip Škapa (1990)

### Městské symboly
Městský znak Jirkovu udělil Kryštof z Karlovic, ale po jeho nenadálé smrti trvalo dalších deset let, než Kryštofův syn Jiří udělení znaku 26. dubna 1588 právně zajistil. Právo užívat znak poté 19. září 1600 potvrdil císař Rudolf II., rozšířil je o právo pečetit červeným voskem a souhlasil se zapsáním potvrzení do zemských desek, k čemuž došlo 3. února 1601.
Znak obsahuje stříbrnou hradební zeď, v jejímž středu se nachází černá brána s modrými vraty a červenou spuštěnou mříží. Nad hradbou je stříbrný štítek s úhlopříčným zlatým pruhem, v němž jsou tři červená srdce. Nad štítem je stříbrná kolčí helmice se zlatým medailonem. Zdobí ji červenobílá točenice, ze které se odvíjí červenobílá pokryvadla na pravé a modrožlutá pokryvadla na heraldické levé straně. V klenotu je stříbrné křídlo se třemi černými jetelovými lístky. Podle Pavla Třísky nejsou ve štítku nad hradbami srdce, ale lekna, podobně jako u znaků Slavětína nebo Blšan. Počátky všech tří měst jsou totiž spojeny s rodem pánů ze Rvenic (později ze Žeberka), kteří ve svém erbu lekna užívali.
Vlajka byla městu udělena rozhodnutím předsedy Poslanecké sněmovny Parlamentu České republiky dne 9. prosince 2015.

## Doprava
Městsko hromadnou dopravu v Jirkově zajišťují autobusy a od roku 1995 také trolejbusy (meziměstská trať do Chomutova). Provozovatelem obou trakcí je Dopravní podnik měst Chomutova a Jirkova (akciová společnost (DPCHJ) v níž má podíl 75 % město Chomutov a 25 % město Jirkov).
Ve městě se nachází dvě železniční stanice. První je koncová stanice Jirkov na železniční trať železniční trati Chomutov–Jirkov. Druhá je železniční zastávka Jirkov zastávka (v katastrálním území Otvice) na trati Ústí nad Labem – Chomutov.

## Společnost

### Školství

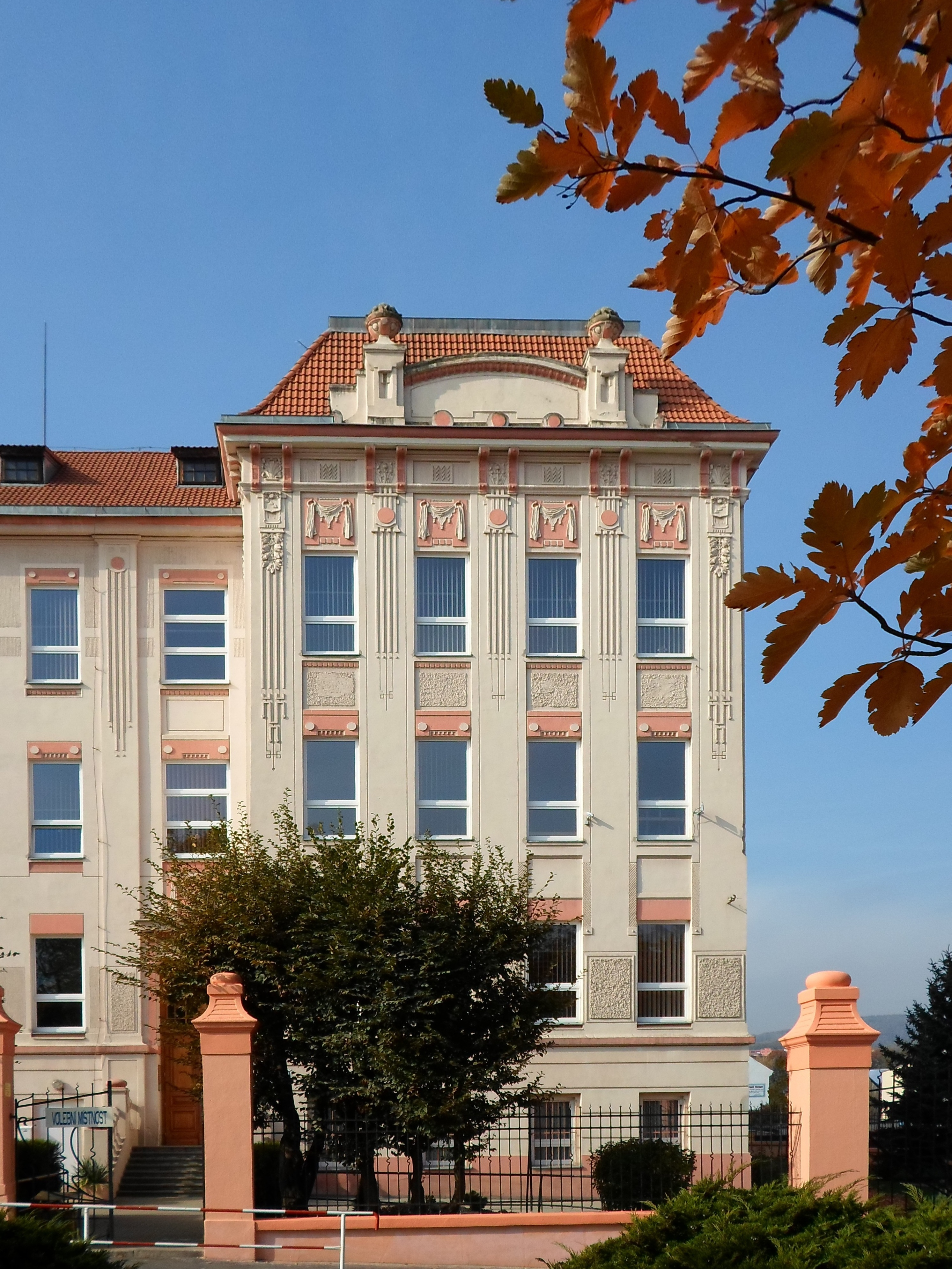
Budova měšťanská školy z let 1905–1906, dnes Základní umělecká škola

V Jirkově se nachází čtyři základní školy, městské gymnázium, Odborné učiliště a Praktická škola, Základní umělecká škola a Střední škola technická, gastronomická a automobilní, Chomutov – středisko Jirkov.
Škola v Jirkově fungovala už v patnáctém století a nejpozději od začátku sedmnáctého století probíhalo vyučování chlapců a dívek v oddělených školách. Obecná škola byla založena v roce 1775. Jirkovští dělníci se od roku 1869 organizovali v Dělnickém vzdělávacím spolku, kterému se podařilo od roku 1874 prosadit zřízení továrních škol pro děti zaměstnané v továrnách. Vyučovalo se v nich večer na náklady továrníků. Po zákazu práce dětí mladších čtrnácti let školy v roce 1878 zanikly. První soukromá mateřská škola byla založena v roce 1879. Roku 1896 se zcela oddělily chlapecké a dívčí třídy do samostatných škol a ve stejném roce začala fungovat pokračovací živnostenská škola. Chlapecká škola neměla dostatečnou kapacitu, a problém vyřešilo až otevření nové školní budovy v roce 1906, do které byly umístěny i dívčí třídy. Menšinová česká škola byla otevřena 17. srpna 1923 a od roku 1929 využívala prostory bývalé restaurace společně s českou mateřskou školou.
Německé děti mohly v roce 1932 navštěvovat mateřskou školku, chlapeckou a dívčí měšťanskou školu, pomocnou školu, chlapeckou a dívčí obecnou školu a průmyslovou vzdělávací školu. Vyučování po druhé světové válce začalo 18. června, ale komplikovala je skutečnost, že většina žáků téměř neuměla česky. Druhá obecná škola byla otevřena až v roce 1947 v Zahradní ulici a následujícího roku začala fungovat pobočka Městské hudební školy v Chomutově. O dva roky později se osamostatnila a od roku 1962 byla přejmenována na Lidovou školu umění. Třetí základní škola začala fungovat v roce 1960 v Nerudově ulici a čtvrtá v roce 1987 v Krušnohorské ulici. Stará škola v Chomutovské ulici se o dva roky později přestěhovala do nové budovy v ulici Budovatelů a následujícího roku se Lidová škola umění opět přejmenovala na Základní uměleckou školu, která od roku 1991 využívá budovu v Chomutovské ulici.

### Kultura
Městské kroniky jsou uloženy v Kronikárně města Jirkova v Chomutovské ulici. Patří k nim nejstarší ručně psaná Gregorova kronika z let 1836–1840. Kromě kronik jsou v budově uloženy historické fotografie a kopie listin. Ve městě se od roku 2007 pořádá festival Jirkovský Písňovar. Jeho součástí je vedle koncertů též soutěž pěveckých sborů.

### Sport
Jednou ze sportovních akcí ve městě je Jirkovský crossmarathon.

## Pamětihodnosti

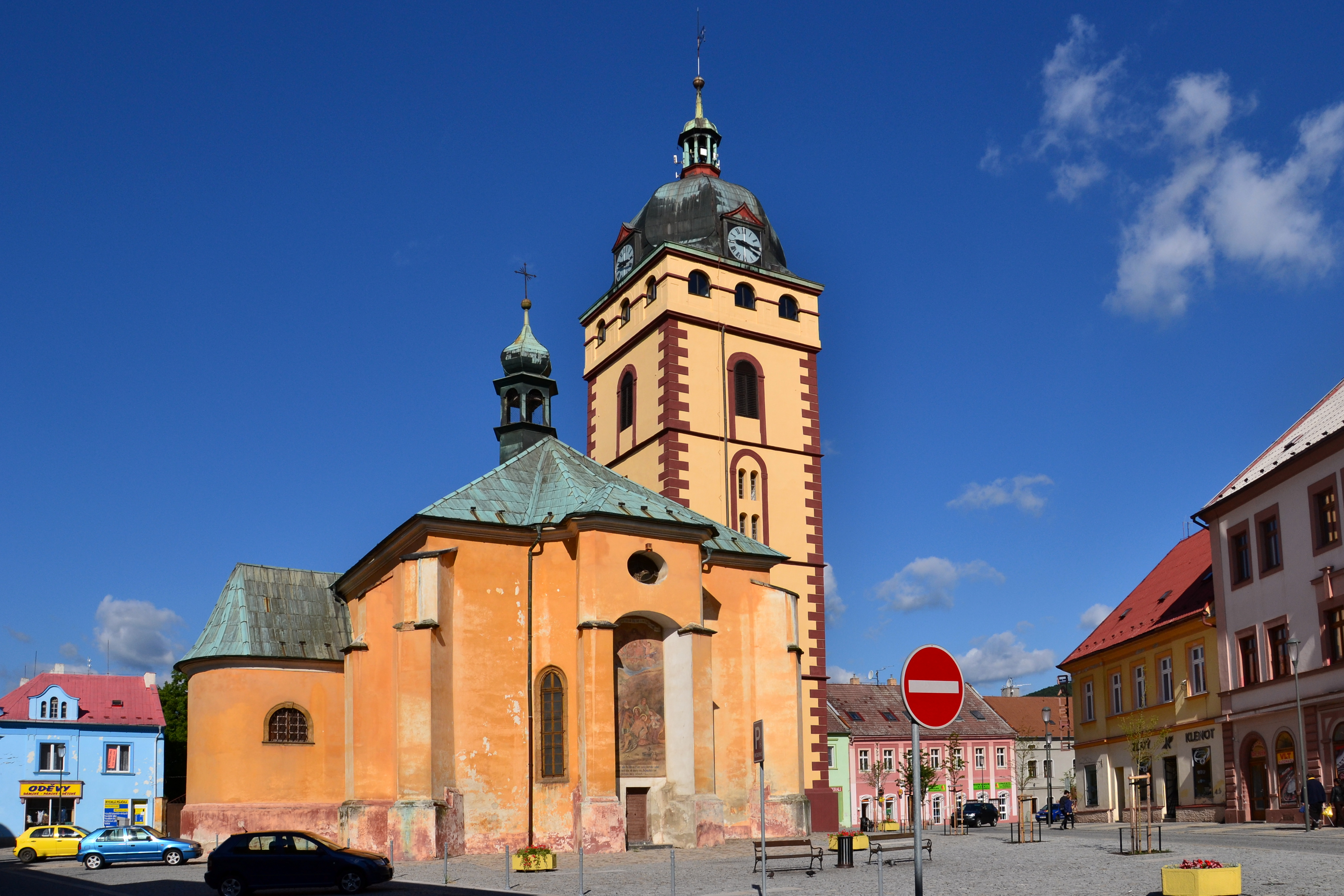
Kostel svatého Jiljí s městskou věží

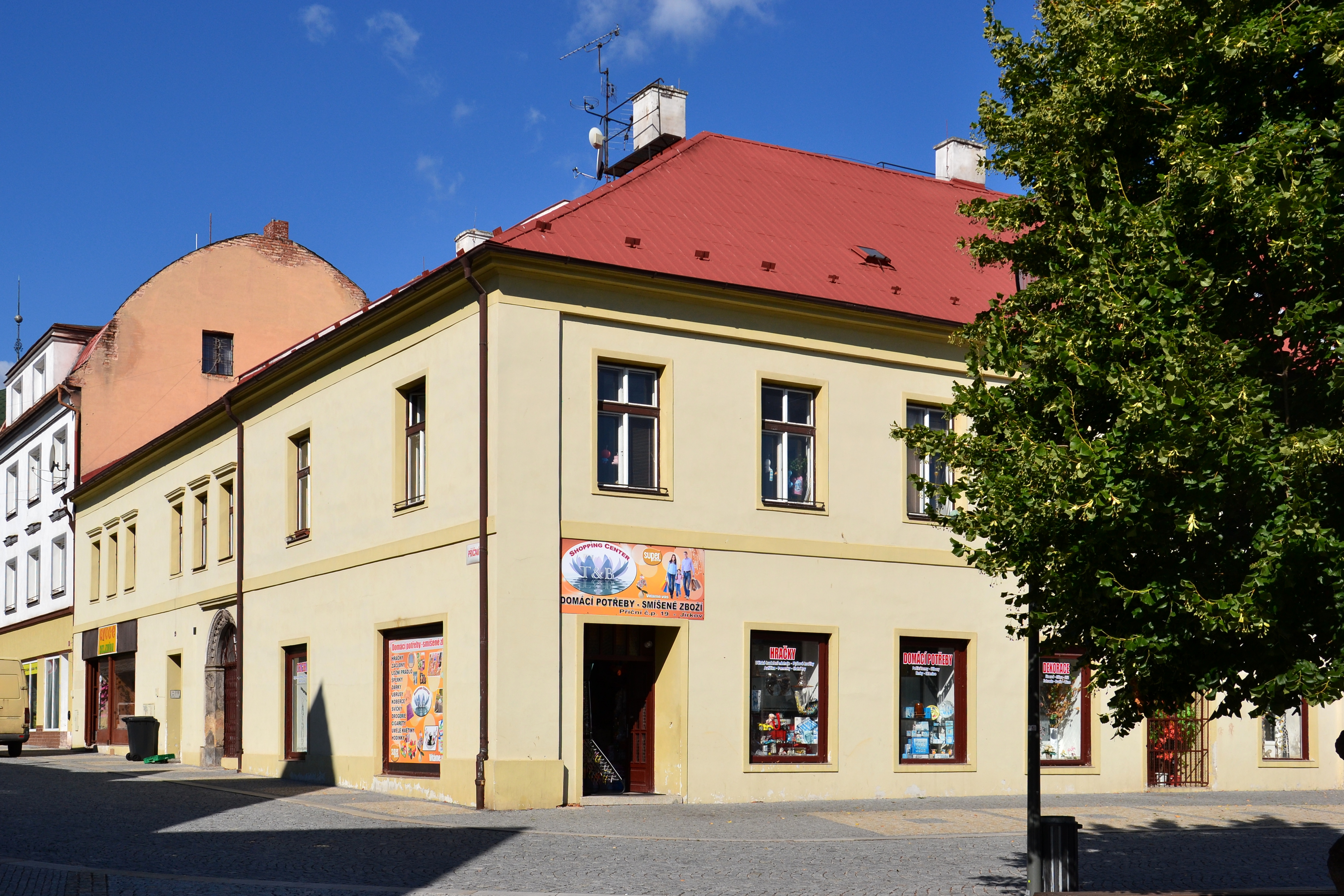
Dům čp. 19

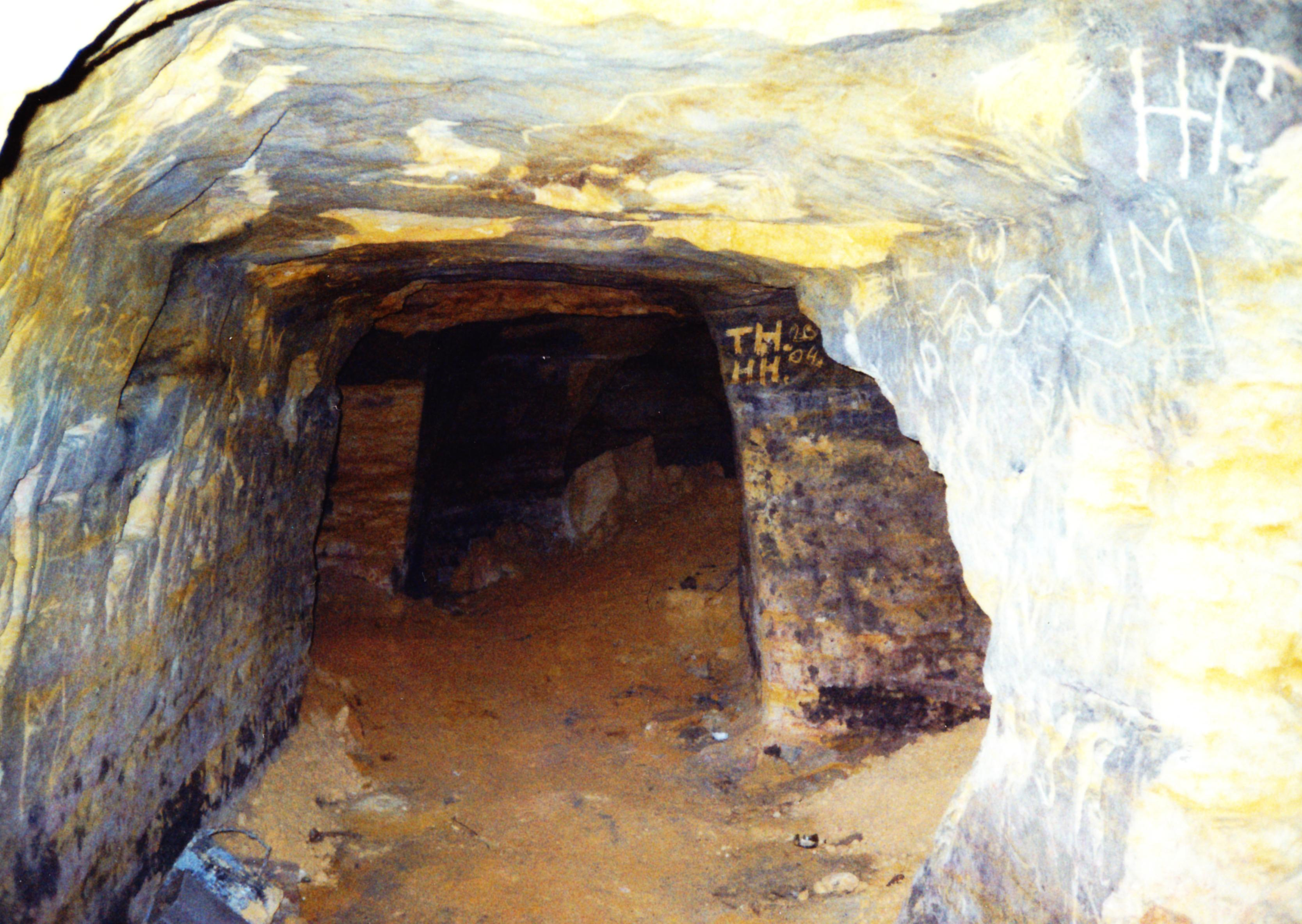
Pivovarské sklepy

### Kostel svatého Jiljí s městskou věží
Děkanský kostel svatého Jiljí stojí na místě raně gotického obranného kostelíka z doby kolem roku 1300. V roce 1538 byl kostel přestavěn ve stylu pozdní gotiky, přičemž byly využity starší části budovy. V roce 1784 byly instalovány varhany a vysvěcena boční kaple sv. Jana. Roku 1823 získal kostel dlažbu, jež sestávala i ze starých náhrobních kamenů. V kostele byli pohřbeni členové šlechtických rodů spjatých s městem Jirkov a zámkem Červený hrádek: Rottenhanů, Buquoyů a Trautmannsdorfů. Součástí kostela je městská věž, která vznikla na základě závěti Lorenze Glatze z roku 1516. Výstavba trvala pět let (1540–1545). Zpřístupněna byla až v roce 1582. Od června roku 2003 je Městská věž otevřena veřejnosti nejen jako vyhlídka, její interiér je zároveň výstavními prostory česko-německých společných výstav.

### Městské sklepy
Po požáru v roce 1550 se začalo se stavbou chodeb Městských sklepů. V roce 1596 se sklepy rozšířily o významnou část. V období druhé světové války sloužil městské sklepy jako kryt wehrmachtu, který tu zanechal v podzemí stopy v podobě značení chodeb: vodících pruhů na stropech a stěnách vyzděných chodeb, aby vojáci a poslové nezabloudili. Od roku 2006 je podzemí v návštěvních hodinách přístupné veřejnosti.

### Červený hrádek
V místní části Červený Hrádek stojí stejnojmenný zámek. Původní hrad Borek byl založen krátce před rokem 1415 rodem Kraa. V letech 1687 a 1688 na zámku působil sochař Jan Brokoff, který pro zámek vytvořil soubor soch, 2 kašny, vázy na schodišti a další díla. Na zámku se tehdy narodil i Brokoffův syn, Ferdinand Maxmilián Brokoff. Rod Hohenlohe-Langenburg byl posledním šlechtickým rodem, který panství a zámek vlastnil. V současné době má podobu barokního zámku. V srpnu 1938 se zda uskutečnila schůzka mezi Henleinem a lordem Runcimanem po níž následovala Mnichovská dohoda. V zámku po roce 1946 fungovala léčebna dlouhodobě nemocných. Po jejím zrušení a rekonstrukci je zámek přístupný veřejnosti. Jižně od zámku se nachází hrobka rodu Hohenlohe.

### Ostatní památky
- Barokní pískovcový sloup s Pietou z roku 1695 od Jana Brokoffa[67] byl původně umístěn na náměstí naproti radnici. V roce 1965 byl však rekonstruován a přemístěn před severní stranu kostela svatého Jiljí.
- U mostu v ulici Nábřeží stojí na volutovém podstavci socha svatého Jana Nepomuckého od Jana Brokoffa z roku 1708.[67]
- Původně barokní kašna na náměstí byla postavena ve druhé polovině osmnáctého století. Roku 1815 nechal hrabě Buquoy na vrchol kašny instalovat sochu Herkula bojujícího s lernskou Hydrou. Později v devatenáctém století byla po opravě kašny socha prodána průmyslníkovi Emmeringovi, který jí umístil do zahrady své vily. Nakonec byla socha umístěna v Mannesmanových závodech a během první světové války byla roztavena.[zdroj?]
- Z historických domů je významná pozdně klasicistní budova radnice (čp. 1) s fasádou členěnou rustikou v přízemí a lizénami v patře. Nárožní pozdně barokní dům čp. 15 z konce osmnáctého století býval zájezdním hostincem, do jehož dvora vede půlkruhový stlačený portál a valeně klenutý průjezd. Třetím významným domem je původně renesanční stavba čp. 19 ze druhé poloviny šestnáctého století s hladkým secesním průčelím a renesančním výklenkovým portálem.[67]
- Bývalá klasicistní jirkovská synagoga, která pochází z let 1846 až 1847.[67]
- Památník obětem 1. světové války – ve Svojsíkových sadech před budovou Základní umělecké školy, postaven v roce 1928 na místě bývalého hřbitova sv. Anny. Uvedeno na něm bylo 141 jmen padlých občanů města (z nich 34 pohřešovaných). V roce 2018 proběhla jeho celková obnova.[68][69]

### Zaniklé památky
V parku mezi Palackého a Zahradní ulicí stával hřbitovní barokní kostel svaté Anny zbořený v roce 1966 a ve výběžku Jezerské ulice býval evangelický kostel postavený v letech 1861–1868 a zbořený roku 1981.

## Osobnosti
- Ferdinand Maxmilián Brokoff (1668–1731), sochař a řezbář
- Eduard Rieger (1865–1938), politik
- Nivard František Krákora (1902–1975), duchovní
- David Kämpf (* 1995), hokejista)

## Partnerská města
- Bátonyterenye, Maďarsko
- Brand-Erbisdorf, Německo
- Šentjur, Slovinsko